# ジョジョ・メイヤー
ジョジョ・メイヤー（Jojo Mayer、1963年1月18日 - ）は、スイス生まれのドラマー。現在はアメリカのニューヨークに居住している。

## 略歴
1963年、スイスのチューリッヒに生まれる。
父はベーシストのヴァリ・メイヤー。2歳でドラムをはじめる。初演奏は3歳の時、香港で行った。5〜6歳の頃まで香港で育つ。
独学でドラムの腕を鍛え、18歳からプロのジャズ・シーンで本格的に活動を開始。モンティ・アレキサンダーのグループに参加し、ノース・シー・ジャズ・フェスティバル、モントルー、ニース、アテネなどで演奏する。
1991年、拠点をニューヨークに移す。バックビートミュージックやエレクトロニカに傾倒し、ドラムンベースを人力で再現するプレイスタイルを確立。
1997年、自身のバンド、ナーヴを結成。ジャズ、エレクトロニカを融合させた音楽性のバンドである。ベース担当にジョン・デイヴィス、キーボード&トランペット担当に日本人の中村卓也らを迎えて始動した。

## プレイスタイル
電子音楽のジャンルであるドラムンベースを、モーラー奏法、ヒール&トゥを駆使して人力で再現する、非常に手数の多いドラミングが特徴である。また、ディレイすら人力で再現する。
そのプレイは機械的であるだけではなく、自身のルーツであるジャズ、フュージョンのエッセンスも多分に含まれており、非常にグルーヴィなドラミングである。

## 使用機材
ドラムセットはソナーを使用。長年エンドース契約を結んでいる。ソナーからは自身のシグネイチャー・モデルであるドラムペダル「パーフェクト・バランス」がリリースされている。
スティックはヴィック・ファース、シンバルはセイビアンを使用。それぞれシグネイチャー・モデルがリリースされている。